# Patrick Schwarz-Schütte
Patrick Schwarz-Schütte amtlich Patrick Anton Walther Schwarz-Schütte (* 10. August 1956 in Büderich) ist ein deutscher Unternehmer und ehemaliger Präsident der Deutsch-Französischen Industrie- und Handelskammer.

## Leben
Als Sohn des Unternehmers Rolf Schwarz-Schütte wurde Schwarz-Schütte am 10. August 1956 in Büderich geboren. Nach der Bundeswehr und seiner Berufsausbildung bei der Hoechst AG von 1977 bis 1979 studierte er Betriebswirtschaftslehre an der Universität Hamburg und schloss das Studium mit einem Diplom ab. Von 1982 bis 1984 arbeitete Schwarz-Schütte bei der Unternehmensberatung Booz Allen Hamilton. Im Jahr 1984 wurde er Assistent der Geschäftsleitung der Schwarz Pharma AG. Mit 32 Jahren rückte Schwarz-Schütte in den Vorstand des Unternehmens auf; den Vorstandsvorsitz übernahm er im Jahr 1992. Den Börsengang des Unternehmens führte Schwarz-Schütte im Jahr 1995 durch. Nach langen Verhandlungen veräußerte die Familie die Anteile an Schwarz Pharma an das belgische Unternehmen Union Chimique Belge (UCB) für 2,4 Milliarden Euro, ein Betrag, der auf die verschiedenen Familienstämme verteilt wurde. Im Zuge des Ausstiegs wurde jedem Mitarbeiter von der Familie eine Prämie von 10.000 Euro gezahlt.
2007 gründete Schwarz-Schütte die Black Horse Investments GmbH, die sich hauptsächlich mit der Entwicklung von Immobilien befasst.
Nach Mandaten bei der UCB Group, Celesio AG und dem Medienhaus M. DuMont Schauberg ist er heute im Aufsichtsrat der Franz Haniel & Cie. GmbH.

## Gesellschaftliches Engagement
Von 1997 bis 2005 war Schwarz-Schütte Mitglied des Verwaltungsrates der Deutsch-Französischen Industrie- und Handelskammer (DFIHK). Nach dem Tode von Alfred Freiherr von Oppenheim im Januar 2005 übernahm er ab April 2005 zunächst kommissarisch und nach seiner Wahl das Präsidentenamt der DFIHK.
Schwarz-Schütte ist zurzeit Stellvertretender Vorsitzender des Hochschulrats der Heinrich-Heine-Universität Düsseldorf.

## Ehrung
Im Mai 2019 wurde Schwarz-Schütte mit dem Großen Ehrenring des Rates der Landeshauptstadt Düsseldorf ausgezeichnet.

## Privates
Schwarz-Schütte hat vier Kinder.